# Distribució arcsinus
En teoria de la probabilitat, la distribució arcsinus és la distribució de probabilitat que té com a funció de distribució acumulativa:
{\displaystyle F(x)={\frac {2}{\pi }}\arcsin \left({\sqrt {x}}\right)={\frac {\arcsin(2x-1)}{\pi }}+{\frac {1}{2}}}
per 0 ≤ x ≤ 1. La seva funció de densitat de probabilitat és:
{\displaystyle f(x)={\frac {1}{\pi {\sqrt {x(1-x)}}}}}
on (0, 1). La distribució arcsinus estàndard és un cas particular de la distribució beta amb α = β = 1/2. És a dir, si {\displaystyle X} és la distribució arcsinus estàndard, llavors {\displaystyle X\sim {\rm {Beta}}{\bigl (}{\tfrac {1}{2}},{\tfrac {1}{2}}{\bigr )}}.
La distribució arcsinus apareix a:
- en les lleis de l'arcsinus de Lévy;
- en la llei de l'arcsinus d'Erdős;
- en el mètode de Jeffreys per la probabilitat d'èxit en un assaig de Bernoulli.

## Generalització

### Suport de fita arbitrària
La distribució pot ser generalitzada per incloure qualsevol domini: a ≤ x ≤ b aplicant una simple transformació:
{\displaystyle F(x)={\frac {2}{\pi }}\arcsin \left({\sqrt {\frac {x-a}{b-a}}}\right)}
amb a ≤ x ≤ b, i amb una funció de densitat de probabilitat
{\displaystyle f(x)={\frac {1}{\pi {\sqrt {(x-a)(b-x)}}}}}

### Factor de forma
La distribució arcsinus estàndard generalitzada en (0,1) amb una funció de densitat de probabilitat
{\displaystyle f(x;\alpha )={\frac {\sin \pi \alpha }{\pi }}x^{-\alpha }(1-x)^{\alpha -1}}
és també un cas particular de la distribució beta amb els paràmetres {\displaystyle {\rm {Beta}}(1-\alpha ,\alpha )}.
Noti's que quan {\displaystyle \alpha ={\tfrac {1}{2}}} la distribució arcsinus general es redueix a la distribució estàndard llistada anteriorment.

## Propietats
- La distribució arcsinus té la propietat de translació i canvi d'escala per un factor positiu 
  - Si {\displaystyle X\sim {\rm {Arcsine}}(a,b)\ {\text{then }}kX+c\sim {\rm {Arcsine}}(ak+c,bk+c)}
- El quadrat d'una distribució arcsinus amb paràmetres (-1, 1) és una distribució arcsinus sobre (0, 1)
  - Si {\displaystyle X\sim {\rm {Arcsine}}(-1,1)\ {\text{then }}X^{2}\sim {\rm {Arcsine}}(0,1)}

## Distribucions relacionades
- Si U i V són variables aleatòries independents i distribuïdes idènticament i uniformes (−π,π), llavors {\displaystyle \sin(U)}, {\displaystyle \sin(2U)}, {\displaystyle -\cos(2U)}, {\displaystyle \sin(U+V)} i {\displaystyle \sin(U-V)} tenen totes elles distribucions arcsinus {\displaystyle {\rm {Arcsine}}(-1,1)}.
- Si {\displaystyle X} és una distribució arcsinus generalitzada amb paràmetres de forma {\displaystyle \alpha } de domini l'interval finit [a,b] llavors {\displaystyle {\frac {X-a}{b-a}}\sim {\rm {Beta}}(1-\alpha ,\alpha )\ }